# Phạm Thanh
Phạm Thanh (1821-?), hiệu là Đạm Trai và Nghị Trai, tự là Di Khanh, là nhà khoa bảng thời Nguyễn.

## Cuộc đời và sự nghiệp
Phạm Thanh là người thôn Nội, xã Trương Xá, tổng Đăng Trường, huyện Hậu Lộc, phủ Hà Trung, tỉnh Thanh Hóa (nay là xã Hòa Lộc, huyện Hậu Lộc, tỉnh Thanh Hóa). Ông đỗ giải nguyên kì thi Hương năm Mậu Thân 1848, niên hiệu Tự Đức. Ba năm sau, ông đỗ bảng nhãn. Điều đặc biệt của khoa thi năm ấy là vua Tự Đức, sau giấc mơ kỳ lạ (trong giấc mơ này, ông được một người báo đã bỏ sót đỗ một người rồi trưng ra 2 chữ Thanh), đã mở thêm ân khoa, và Vũ Duy Thanh cũng đỗ Bảng nhãn. Việc hai ông cùng tên Thanh và cùng đỗ Bảng nhãn trong cùng 1 năm quả là hiếm thấy trong lịch sử khoa bảng nước ta.
Phạm Thanh làm quan tới chức Tham tri Bộ Hộ.

## Đôi câu đối điếu Vũ Duy Thanh
Cảm kích trước tấm lòng trung quân ái quốc, yêu nước thương dân cũng như sự đa tài của Vũ Duy Thanh, Phạm Thanh đã là đôi câu đối điếu người cùng tên và cũng đỗ Bảng nhãn trong cùng năm với mình rằng:
Nhân bảo đương vi thiên hạ tích
Hoạn tình năng động cửu trùng thiên
Hai câu đó có nghĩa là:
Người quý công tích còn trong thiên hạ
Quan ân rung động tới tận cửu trùng.